# Matthias Picard
Pour les articles homonymes, voir Picard (homonymie).
Matthias Picard, né le  24 juin 1982, est un auteur français de bandes dessinées.

## Biographie
Diplômé des Arts Décoratifs de Strasbourg en 2007, Matthias Picard a fait ses armes au sein du collectif Troglodyte et du fanzine Ecarquillettes.
En 2011, il participe à Lapin, la revue de L'Association, en y dessinant l'histoire de Jeanine, une prostituée sexagénaire rencontrée à Strasbourg. L'album parait en 2011. Par la suite, il publie Jim Curious, aux Éditions 2024, exploration en 3D de mystérieux fonds marins.
Matthias Picard dessine un récit visuel inspiré d'improvisations musicales de Matthieu Chedid et ses musiciens. Le résultat est un livre-disque, La B.O ² -M-, publié le 13 novembre 2015 par les Éditions 2024.
En 2024, son livre en 3D JeanJambe et le mystère des profondeurs est sélectionné pour le Prix Pépites au Salon du Livre et de la Presse Jeunesse de Montreuil.

## Publications

### Albums
- La Comète, avec Didier de Calan et Donatien Mary, Phosphène, 2010
- Jeanine, L'Association, 2011.
- Jim Curious, voyage au cœur de l'océan, Éditions 2024, 2012.
- La B.O ² -M-, Livre-Disque avec Matthieu Chedid, Éditions 2024, 2015.
- Jim Curious, voyage à travers la jungle, Éditions 2024, 2019.
- JeanJambe et le mystère des profondeurs, Éditions 2024, 2024[3].

### Participations
- Lapin no 37 à no 42, L'Association, 2009 à 2010.
- XX/MMX, L'Association, 2010.

## Prix et distinctions
- Sélection pour les Pépites (catégorie livre illustré) du Salon du livre et de la presse jeunesse de Montreuil 2024[4] pour Jean Jambe et le mystère des profondeurs
- Sélection pour les Pépites du Salon du livre et de la presse jeunesse de Montreuil 2012[5] pour Jim Curious, voyage au cœur de l'océan
- Sélection pour l'Essentiel Jeunesse du festival d'Angoulême 2013 pour Jim Curious, voyage au cœur de l'océan
- Prix Bull'gomme 53 2014[6] pour Jim Curious, voyage au cœur de l'océan